# Farmville (Virginia)
Farmville település az Amerikai Egyesült Államok Virginia államában, Prince Edward megyében, melynek megyeszékhelye is. Lakosainak száma 7473 fő (2020. április 1.).

## Népesség
A település népességének változása:

| 2010 | 8 216 |
| 2020 | 7 473 |